# Avitus diolenii
Avitus diolenii là một loài nhện trong họ Salticidae.
Loài này thuộc chi Avitus. Avitus diolenii được Elizabeth Maria Gifford Peckham & George William Peckham miêu tả năm 1896.